# Adrian Batten
Pour les articles homonymes, voir Batten.
Adrian Batten, baptisé le 1er mars 1591 à Salisbury et mort en 1637 à Londres, est un organiste et compositeur britannique.

## Biographie
Adrian Batten fait ses premières études musicales auprès de John Holmes à la cathédrale de Winchester. En 1614, il déménage pour Londres où il devient chantre à l'abbaye de Westminster. Il devient chantre ainsi qu'organiste à la Cathédrale Saint-Paul en 1626.
Il compose une quinzaine de services et une quarantaine d'anthems. Il a aussi transcrit pour orgue plusieurs œuvres chorales sacrés dont certaines ne nous sont parvenues que sous cette forme. Certaines de ses pièces sont publiées dans le Cathedral Music de Boyce. Plusieurs de ses anthems ont été publiés par l'éditeur Novello & Co.